# Garde-Colombe
Garde-Colombe is een gemeente in het Franse departement Hautes-Alpes in de regio Provence-Alpes-Côte d'Azur, die deel uitmaakt van het arrondissement Gap. De gemeente is op 1 januari 2016 ontstaan door de fusie van de gemeenten Eyguians, Lagrand en Saint-Genis.
1. ↑  Populations de référence 2022.